# Maria Rosa Virós i Galtier
Maria Rosa Virós i Galtier (Barcelona, 1935 - ibid., 15 de maig de 2010) fou una advocada catalana, doctora en Dret per la Universitat de Barcelona i catedràtica de Ciències Polítiques i de l'Administració a la Universitat Pompeu Fabra, de la qual fou rectora del 2001 al 2005. Fou la primera dona que arribà al Rectorat d'una universitat catalana.

## Trajectòria
Va estudiar Dret, seguint la vocació del seu pare, que era jurista i advocat; a la facultat va conèixer Josep Antoni González i Casanova, en una època en què l'oposició antifranquista es forjava a les aules universitàries. Des d'aquell moment amdbós van fer de la política un compromís ètic i ciutadà. A la seva càtedra de Teoria de l'Estat de la Facultat de Ciències Econòmiques de la UB va defensar la tesi doctoral sobre el comportament electoral en els municipis de Girona en temps de la Segona República. Durant la Transició va dirigir juntament amb Josep Maria Vallès l'Equip de Sociologia Electoral de la Fundació Jaume Bofill, consolidant així la seva especialització en comportament polític i electoral.
El 2004 va rebre la Medalla President Macià, instituïda el 1938 i que atorga el Govern de la Generalitat en reconeixement de la dedicació, constància i esperit d'iniciativa en la trajectòria professional. El febrer de 2005 va ser designada Vocal del Comitè de Supervisió i Seguiment del Centre d'Estudis i Opinió de la Generalitat de Catalunya.
El novembre del 2005 fou nomenada Presidenta del Consell Econòmic i Social de Barcelona i el 2007 va rebre la Creu de Sant Jordi.
Morí a les 23h del dissabte 15 de maig de 2010 a l'Hospital Clínic de Barcelona.